# Занатско пиво
Занатско пиво (craft beer) је пиво које се углавном производи у кућним условима или у малим регистрованим занатским (craft) пиварама. Основни састојци за прављење занатског пива су: вода, јечам, хмељ и квасац.

## Врсте пива
Пиво се може подијелити у више врста и према различитим критеријумима као што су боја, садржај алкохола, начин врења. Основна подјела пива према боји је на: свијетла, тамна и црна. 
Према садржају алкохола пива се дијеле на: безалкохолна (мање од 0,5% алкохола), лака пива (између 0,5% и 3,5% алкохола), стандардна пива (од 3,5 до 5% алкохола), јака пива (преко 5% алкхола).
Према начину врења сва пива се дијеле на лагере и ејлове. Основна разлика између ових врста је у самом процесу производње односно од типа квасца и температуре ферментирња. Ејлови се праве са квасцем који запчиње врење на површини и на релативно вишој температури. За производњу лагера користи се квасац који започиње ферментацију на дну и одвија се на нижим темературама.

## Врсте ејл пива
Производња занатског пива карактеристична је углавном по производњи ејлова. Најпознатији стилови међу ејл пивама су Американ Пејл Ејл (American Pale Ale), Индија Пејл Ејл (India Pale Ale), Портер итд.

### Американ Пејл Ејл (АПА)
Американ Пејл Ејл (АПА)је најчешћи стил пива у САД. Историја настнака АПА-е нас враћа у Енглеску. АПА је настала почетком осамдесетих година 20. вијека када су мање пиваре почеле да користе америчке сорте хмеља (Каскејд или Амарило). У односу на британска Пејл Ејл пива АПА-у карактерише јачи укус хмеља и арома цитруса.

### Индија Пејл Ејл (ИПА)
Индија Пејл Ејл (ИПА)је стил пива који се развио у Енглеској. У вријеме док је Индија била британска колонија, велике количине овог пива су бродовима допремане британским војницима на служби у Индији. Како би сачували квалитет и арому пива током дугог пута, досјетили су се да додају велике количине хмеља, који је служио као конзерванс, па је у овим ејловима било и више алкохола. Отуда у имену Индија пејл ејл.

### Портер
Портер је стил пива који је настао у 18.вијеку у Енглеској, гдје је био најпопуларнији међу радницима на ријечним доковима одакле и потиче назив пива. Производио се тако што се у благи браон ејл додаје већа количина хмеља. На тај начин се повећава трајност. Процес зрења се одвија у великим контејнерима чиме се повећава количина алкохола. Боја портера варира од тамне браон до црне и јако је захмељено пиво.

## Занатске пиваре
Занатско пиво се прави у кућним условима или у регистрованим занатским пиварама. Основне карактеристике регистрованих занатских пивара јесте да су независне (до 24% власништва може имати у тој пивари нека друга фирма која није из крафт бранше). Осим тога у свом раду, за прављење пива користе искључиво традиционалне састојке, без хемдијских адитива. Још једна важна карактеристика јесте да углавном не производе више од шест милиона барела пива годишње.

## Процес производње занатског пива
Производња занатског пива се састоји из три фазе.
Прва фаза подразумијева кување претходно добијене сладовине. Након тога слиједи фаза ферментације (током које се ствара алкохол), која траје од двије до три седмице у условима контролисане температуре (најчешће између 18 и 20°C за ејлове). Трећа фаза започиње претакањем ферментисаног пива у бурад или флаше односно карбонизацијом која траје од седам до десет дана на собној температури. Цјелокупни процес производње занатског пива траје отприлике мјесец дана.

## Занатско пиво у Републици Српској
Тренутно у Републици Српској постоје двије регистроване занатске пиваре "Горштак" из Бања Луке и "Каструм" из Добоја. Међутим, постоји велики број нерегистрованих кућних пивара који производе пиво из хобија и узимају учешће на разним фестивалима занатског пива у БиХ  и регији. 
Осим тога, на простору Републике Српске регистрована су два удружења љубитеља занатског пива. У питању су удружење "Киштра" из Источног Сарајева и "Крафтер" из Бања Луке.